# Seekarköpfe
Die Seekarköpfe sind drei bis zu 3060 m ü. A. hohe benachbarte Gipfel in den Nauderer Bergen, einem Teil der Ötztaler Alpen in Tirol. Diese Felszacken ragen im an der Nauderer Hennesiglspitze vom Alpenhauptkamm nach Norden abzweigenden Grat auf, dabei zunächst der Südliche (3057 m), dann der Mittlere (3060 m) und schließlich der Nördliche Seekarkopf (3000 m). Der Mittlere Seekarkopf ist gleichzeitig die höchste Erhebung der Nauderer Berge.
Der leichteste Anstieg auf den Südlichen Seekarkopf führt auf markiertem Weg vom Hohenzollernhaus durch das Innere Radurschltal zum Seekarjoch, der Einsattelung zwischen Nauderer Hennesiglspitze und den Seekarköpfen. Von dort erreicht man den Gipfel weglos in ungefähr 20 Minuten, wobei der Anstieg leichte Kletterschwierigkeiten des I. Schwierigkeitsgrades aufweist. Die Überschreitung aller Gipfel entspricht dem UIAA-Schwierigkeitsgrad  III-.